# Roberto Medronho
Roberto de Andrade Medronho (Rio de Janeiro, 10 de outubro de 1958) é um músico, professor, pesquisador, médico epidemiologista e atual reitor eleito da Universidade Federal do Rio de Janeiro (UFRJ) para o mandato 2023/2027. Foi diretor do Núcleo de Saúde Coletiva e da Faculdade de Medicina da UFRJ entre 2011 e 2020, em seguida passou a se dedicar à coordenação de pesquisas relacionadas ao enfrentamento da pandemia de COVID-19.
Na música, sua parceria mais profícua é com Noca da Portela, uma parceria que, juntos, já lançaram discos como Samba.